# Атрипсодес траурный
Атрипсодесы (лат. Athripsodes aterrimus) — вид ручейников из семейства Leptoceridae.

## Описание

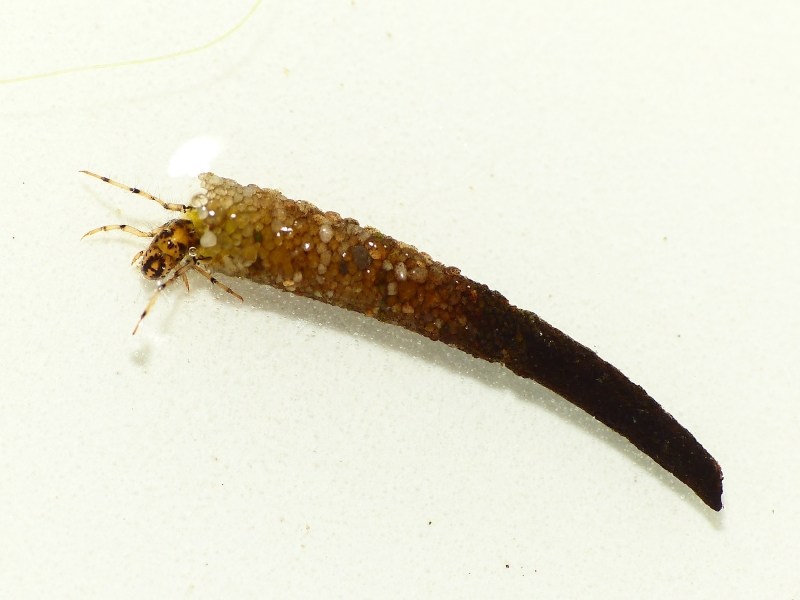
Личинка в домике

Взрослые ручейники с тёмными крыльями, без рисунка из полос и пятен. Длина тела 5,5-7 мм. Личинки старшего возраста длиной до 11-12,5 мм. Длина головы в 1,4 раза больше ширины. На светло-жёлтом фоне имеется с рисунок из тёмно-коричневых пятен и полосок. Длина куколки 8-12 мм, жабры имеются на трёх первых сегментах брюшка. Яйца округлые диаметром около 0,28 мм. Попав в воду, яйца набухают и через сутки их диаметр достигает 7 мм.

## Биология
Вид приурочен к зарослям водных растений стоячих и слабо проточных водоемов. Самки откладывают яйца группами до 150 штук. Для развития яиц при температуре 15 °С требуется 9-16 дней. Личинки строят домики из песка, иногда с фрагментами водорослей, передний конец домика прикрепляется к растениям. Имаго появляются с июля по август, летают над водой на высоте до 1 м.

## Распространение
Встречается в Европе и Сибири, на восток до бассейна озера Байкал.